# سیارک ۱۲۹۸
سیارک ۱۲۹۸ (به انگلیسی: 1298 Nocturna، نامگذاری:1934AE) هزار و دویست و نود و هشتمین سیارک کشف شده‌است که در ۷ ژانویه ۱۹۳۴ و در هایدلبرگ کشف شد.
قدر مطلق سیارک برابر ۱۰٫۷۰ است.